# Scotinella britcheri
Scotinella britcheri är en spindelart som först beskrevs av Alexander Petrunkevitch 1910.  Scotinella britcheri ingår i släktet Scotinella och familjen flinkspindlar. Inga underarter finns listade i Catalogue of Life.